# Chaiturus
Chaiturus  é um gênero botânico da família Lamiaceae

## Espécies
- Chaiturus leonuroides
- Chaiturus marrubiastrum